# UCI Africa Tour
L'UCI Africa Tour est un ensemble de courses qui se déroulent en Afrique. Il fait partie des Circuits continentaux de cyclisme. Le circuit UCI Africa Tour se déroule généralement d'octobre à septembre sur deux années. Il en résulte plusieurs classements, un classement individuel, un par équipes et deux par nations.

## Participation des équipes
Les équipes qui peuvent participer aux différentes courses dépendent de la catégorie de l'épreuve. Par exemple, les UCI WorldTeams ne peuvent participer qu'aux courses de catégorie .1 et leur nombre par épreuves est limité.
| Catégorie               | Catégorie                  | Équipes                                                                                 |
| ----------------------- | -------------------------- | --------------------------------------------------------------------------------------- |
| .1                      | 1.1 (Course d'un jour)     | * UCI WorldTeam (max 50 %) * UCI ProTeam * Équipe continentale * Sélection nationale    |
| .1                      | 2.1 (Course par étapes)    | * UCI WorldTeam (max 50 %) * UCI ProTeam * Équipe continentale * Sélection nationale    |
| .2                      | 1.2 (Course d'un jour)     | * UCI ProTeam * Équipe continentale * Sélection nationale * Équipe régionale et de club |
| .2                      | 2.2 (Course par étapes)    | * UCI ProTeam * Équipe continentale * Sélection nationale * Équipe régionale et de club |
| .Ncup (moins de 23 ans) | 1.Ncup (Course d'un jour)  | * Sélection nationale * Sélection mixte * Équipe régionale et de club (max 16%)         |
| .Ncup (moins de 23 ans) | 2.Ncup (Course par étapes) | * Sélection nationale * Sélection mixte * Équipe régionale et de club (max 16%)         |

## Palmarès

### Classement individuel
| Édition   | Vainqueur                | Deuxième             | Troisième                   |
| --------- | ------------------------ | -------------------- | --------------------------- |
| 2005      | Tiaan Kannemeyer         | Ryan Cox             | Rabaki Jeremie Ouedraogo    |
| 2005-2006 | Rabaki Jeremie Ouedraogo | Rupert Rheeder       | Abdul Wahab Sawadogo        |
| 2006-2007 | Hassan Ben Nasr          | Fethi Ahmed Atunsi   | Ahmed Mohammed Ali          |
| 2007-2008 | Nicholas White           | Jay Robert Thomson   | Robert Hunter               |
| 2008-2009 | Dan Craven               | Jamie Ball           | Guy Smet                    |
| 2009-2010 | Abdelati Saadoune        | Ian McLeod           | Mouhssine Lahsaini          |
| 2010-2011 | Adil Jelloul             | Daniel Teklehaymanot | Azzedine Lagab              |
| 2011-2012 | Tarik Chaoufi            | Adil Jelloul         | Reinardt Janse Van Rensburg |
| 2012-2013 | Adil Jelloul             | Hichem Chaabane      | Essaïd Abelouache           |
| 2013-2014 | Mekseb Debesay           | Mouhssine Lahsaini   | Azzedine Lagab              |
| 2015      | Salaheddine Mraouni      | Mouhssine Lahsaini   | Rafaâ Chtioui               |
| 2015-2016 | Tesfom Okubamariam       | Adil Barbari         | Soufiane Haddi              |
| 2016-2017 | Willie Smit              | Meron Abraham        | Ahmed Galdoune              |
| 2017-2018 | Joseph Areruya           | Youcef Reguigui      | Azzedine Lagab              |
| 2018-2019 | Daryl Impey              | Youcef Reguigui      | Ryan Gibbons                |
| 2019-2020 | Daryl Impey              | Biniam Girmay        | Natnael Tesfatsion          |
| 2020-2021 | Biniam Girmay            | Ryan Gibbons         | Kent Main                   |
| 2021-2022 | Biniam Girmay            | Louis Meintjes       | Natnael Tesfatsion          |
| 2022-2023 | Henok Mulubrhan          | Biniam Girmay        | Achraf Ed Doghmy            |
| 2023-2024 | Biniam Girmay            | Henok Mulubrhan      | Alexandre Mayer             |

### Classement par équipes
| Édition   | Vainqueur                            | Deuxième                             | Troisième                                 |
| --------- | ------------------------------------ | ------------------------------------ | ----------------------------------------- |
| 2005      | Barloworld-Valsir                    | Nippo                                | Konica Minolta                            |
| 2005-2006 | Capec                                | Konica Minolta                       | Relax-GAM                                 |
| 2006-2007 | Barloworld                           | Dukla Trenčín Merida                 | Navigators Insurance                      |
| 2007-2008 | MTN                                  | Barloworld                           | Neotel                                    |
| 2008-2009 | Barloworld                           | MTN                                  | Rapha Condor                              |
| 2009-2010 | MTN Energade                         | Bbox Bouygues Telecom                | Loborika                                  |
| 2010-2011 | Groupement Sportif Pétrolier Algérie | Europcar                             | Bonitas                                   |
| 2011-2012 | MTN Qhubeka                          | Groupement Sportif Pétrolier Algérie | Europcar                                  |
| 2012-2013 | MTN-Qhubeka                          | Vélo Club Sovac                      | Europcar                                  |
| 2013-2014 | MTN-Qhubeka                          | Groupement Sportif Pétrolier Algérie | Bike Aid-Ride for help                    |
| 2015      | Skydive Dubai-Al Ahli Club           | MTN-Qhubeka                          | Groupement Sportif Pétrolier Algérie      |
| 2015-2016 | Al Nasr Dubaï                        | Sharjah                              | Skydive Dubai-Al Ahli Club                |
| 2016-2017 | Bike Aid                             | Dimension Data for Qhubeka           | Torku Şekerspor                           |
| 2017-2018 | Sovac-Natura4Ever                    | Delko Marseille Provence KTM         | Groupement Sportif des Pétroliers Algérie |
| 2018-2019 | ProTouch                             | Sovac-Natura4Ever                    | Benediction-Excel Energy                  |
| 2019-2020 | ProTouch                             | SKOL Adrien Cycling Academy          | Benediction Ignite XL                     |
| 2020-2021 | ProTouch                             | SKOL Adrien Cycling Academy          | Sidi Ali-Kinetik Sports Pro Cycling Team  |
| 2021-2022 | ProTouch                             | Benediction Ignite                   | Sidi Ali-Unlock Team                      |
| 2022-2023 | Sidi Ali-Unlock Team                 | May Stars                            | BAI-Sicasal-Petro de Luanda               |
| 2023-2024 | Madar Pro Cycling Team               | Java-Inovotec Pro Team               | May Stars                                 |

| Édition   | Vainqueur      | Deuxième       | Troisième      |
| --------- | -------------- | -------------- | -------------- |
| 2005      | Afrique du Sud | Burkina Faso   | Namibie        |
| 2005-2006 | Afrique du Sud | Burkina Faso   | Égypte         |
| 2006-2007 | Afrique du Sud | Tunisie        | Libye          |
| 2007-2008 | Afrique du Sud | Tunisie        | Algérie        |
| 2008-2009 | Afrique du Sud | Tunisie        | Algérie        |
| 2009-2010 | Maroc          | Afrique du Sud | Érythrée       |
| 2010-2011 | Maroc          | Érythrée       | Afrique du Sud |
| 2011-2012 | Maroc          | Afrique du Sud | Érythrée       |
| 2012-2013 | Maroc          | Érythrée       | Algérie        |
| 2013-2014 | Maroc          | Érythrée       | Algérie        |
| 2015      | Maroc          | Algérie        | Afrique du Sud |
| 2015-2016 | Érythrée       | Maroc          | Algérie        |
| 2016-2017 | Érythrée       | Afrique du Sud | Maroc          |
| 2017-2018 | Érythrée       | Algérie        | Rwanda         |
| 2018-2019 | Afrique du Sud | Érythrée       | Algérie        |
| 2019-2020 | Afrique du Sud | Érythrée       | Namibie        |
| 2020-2021 | Afrique du Sud | Érythrée       | Algérie        |
| 2021-2022 | Érythrée       | Afrique du Sud | Maroc          |
| 2022-2023 | Érythrée       | Maroc          | Algérie        |
| 2023-2024 | Érythrée       | Afrique du Sud | Maurice        |

| Édition   | Vainqueur      | Deuxième       | Troisième |
| --------- | -------------- | -------------- | --------- |
| 2005      | -              | -              | -         |
| 2005-2006 | -              | -              | -         |
| 2006-2007 | Afrique du Sud | Tunisie        | Libye     |
| 2007-2008 | Afrique du Sud | Algérie        | Tunisie   |
| 2008-2009 | Afrique du Sud | Érythrée       | Libye     |
| 2009-2010 | Érythrée       | Afrique du Sud | Tunisie   |
| 2010-2011 | Afrique du Sud | Algérie        | Érythrée  |
| 2011-2012 | Érythrée       | Maroc          | Algérie   |
| 2012-2013 | Érythrée       | Maroc          | Éthiopie  |
| 2013-2014 | Érythrée       | Rwanda         | Maroc     |
| 2015      | Algérie        | Rwanda         | Érythrée  |
| 2015-2016 | Érythrée       | Algérie        | Maroc     |
| 2016-2017 | Érythrée       | Algérie        | Rwanda    |
| 2017-2018 | Rwanda         | Maroc          | Algérie   |
| 2018-2019 | Érythrée       | Maroc          | Rwanda    |
| 2019-2020 | Érythrée       | Afrique du Sud | Maurice   |
| 2020-2021 | Érythrée       | Afrique du Sud | Namibie   |
| 2021-2022 | Érythrée       | Algérie        | Maroc     |
| 2022-2023 | Rwanda         | Érythrée       | Algérie   |
| 2023-2024 | Afrique du Sud | Érythrée       | Algérie   |

## Barème actuel
De 2005 à 2015, tous les coureurs, à l'exception des cyclistes membres d'équipes Pro Tour puis World Tour (en première division) peuvent être classés. Depuis 2016, il n'y a plus d'exception, tous les coureurs peuvent marquer des points dans le classement. De plus, le classement devient roulant sur 52 semaines, ce qui signifie que le classement établit au jour de la date de fin des circuits continentaux déterminera les vainqueurs de l'année.
Le barème des points a évolué à partir de la saison 2016. Depuis 2019, c'est le classement mondial UCI des coureurs, équipes et nations du continent qui est pris en compte.